# Patricia Barzyk
Patricia Barzyk (Montbéliard, 28 ottobre 1963) è una modella e attrice francese, vincitrice del titolo di Miss Giura 1979 e Miss Francia 1980, in sostituzione di Thilda Fuller, Miss Tahiti, che aveva rinunciato al titolo tre giorni dopo l'elezione per motivi personali. 
Successivamente si classificò seconda a Miss Mondo 1980, diventando la delegata francese ad andare più avanti nel concorso dopo Denise Perrier, vincitrice nel 1953.

## Biografia
Eletta Miss Giura all'età di sedici anni e l'incoronazione come Miss Francia 1980  presso l'Hotel Sheraton di Parigi,  ottenne subito dopo un contratto con l'agenzia di moda Elite Model Management, che la avviò ad una fortunata carriera di modella in Francia e negli Stati Uniti. La Barzyk apparve sulle copertine di numerose riviste di moda in Francia e all'estero, nonché in alcuni spot televisivi (Kis, Panzani, Motta). Nel 1983 prese parte al video musicale New Moon on Monday dei Duran Duran.
Nel 1985 debuttò come attrice nel film Le Soulier de satin di Manoel de Oliveira, in competizione per il Portogallo al festival di Cannes. In seguito recitò in La Machine à découdre di Jean-Pierre Mocky dove interpretò una cantante lirica; nel film la Barzyk recita quasi sempre nuda.

### Vita privata
Nel 1998 si legò sentimentalmente al regista Jean-Pierre Mocky, con cui lavorò anche nel film Tout est calm.

## Filmografia parziale

### Cinema
- Le Soulier de satin, regia di Manoel de Oliveira (1985)
- La Machine à découdre, regia di Jean-Pierre Mocky (1986)
- Money - Intrigo in nove mosse (Money), regia di Steven Hilliard Stern (1991)
- Tout est calme, regia di Jean-Pierre Mocky (1999)
- La Bête de miséricorde, regia di Jean-Pierre Mocky (2000)
- Les Araignées de la nuit, regia di Jean-Pierre Mocky (2001)
- Le furet, regia di Jean-Pierre Mocky (2003)
- Les Ballets écarlates, regia di Jean-Pierre Mocky](2004)
- Grabuge !, regia di Jean-Pierre Mocky (2004)
- Le Deal, regia di Jean-Pierre Mocky (2006)

### Televisione
- Colère – serie TV (2010)